# سیارک ۱۴۱۴۷
سیارک ۱۴۱۴۷ (به انگلیسی: 14147 Wenlingshuguang، نامگذاری:1998SG43) چهارده هزار و صد و چهل و هفتمین سیارک کشف شده‌است که در ۲۳ سپتامبر ۱۹۹۸ کشف شد.
قدر مطلق سیارک برابر ۱۳٫۷۰ است.